# آندي نواكالور
آندي نواكالور (بالإنجليزية: Andy Nwakalor)‏، هُو مُخرج أفلام في نوليوود.

## أعماله
- ارتفاع القمر، 2005.